# 女が目立って なぜイケナイ
『女が目立って なぜイケナイ』（おんながめだって なぜイケナイ）は、モーニング娘。42枚目のシングル。2010年2月10日に発売された。

## 概要
久住小春卒業後8人体制になってからの初のシングルで、2010年のシングル第1弾。
DVD付初回生産限定盤A・B・CとCDのみの通常盤の4形態発売。初回生産限定盤A・B・C、通常盤（初回仕様）ともイベント抽選シリアルナンバーカードが封入される。
発売記念イベントでは、初の女性限定イベントを開催する。

## 収録曲
全作詞・作曲：つんく
1. 女が目立って なぜイケナイ
編曲：鈴木Daichi秀行
TBSテレビ『にうすざんす』2月エンディング曲。
ドラムスは打ち込みではなく生演奏[2]、シングル曲では「ペッパー警部」以来。演奏を担当した高尾俊之曰く「これをライブで再現するのは無理だ。レコーディングだからなんとか可能だったと思う」[2]。
クラッシャー木村によるヴァイオリンも導入。
センターは高橋愛、田中れいな。
メインボーカルは高橋愛、田中れいな、亀井絵里、新垣里沙。
2. 泣き出すかもしれないよ
編曲：AKIRA
3. 女が目立って なぜイケナイ (Instrumental)

## 参加メンバー
- 5期：高橋愛、新垣里沙
- 6期：亀井絵里、道重さゆみ、田中れいな
- 8期：光井愛佳、ジュンジュン、リンリン

## 参加ミュージシャン
- 鈴木Daichi秀行 - プログラミング&ギター(1)
- 高尾俊行 - ドラムス(1)
- クラッシャー木村 - ヴァイオリン(1)
- 鎌田浩二 - E.ギター&A.ギター(1)
- 高橋愛 - コーラス(1, 2)
- 亀井絵里 - コーラス(1)
- AKIRA - プログラミング(2)